# Ion Gigurtu
Ion Gigurtu (Turnu Severin, 24 giugno 1886 – Râmnicu Sărat, 24 novembre 1959) è stato un ingegnere e politico rumeno.

## Biografia
Fu un importante uomo d'affari del periodo precedente la Seconda guerra mondiale in Romania. Ricoprì l'incarico di direttore generale nella società "Mica", specializzata in estrazioni di oro e altri metalli preziosi.
Fu Primo Ministro di Romania per due mesi nel 1940 durante il regno di Carlo II.